# Mihail Sadoveanu
Mihail Sadoveanu (Páskán, Egyesült Fejedelemségek, 1880. november 5. – Bukarest, Román Népköztársaság, 1961. október 19.) román író.

## Élete
Apai ágon értelmiségi, anyai részről moldvai szabadparaszt családból származik. Jogot kezdett tanulni, amit nem fejezett be, hanem katonai szolgálata után újságíróvá vált. Első könyvei (egyszerre több) 1904-ben jelentek meg, kedvező kritikai fogadtatással. Közben hivatalnokként élt meg. Az 1907-es parasztfelkelésekkel összefüggésben letartóztatták. 1910-ben az iași Nemzeti Színház igazgatója lett. Az első világháború alatt frontújságot szerkesztett. A háború keserű tapasztalatait több művében szenvedélyességgel írta meg.
Mihail Sadoveanu volt az 1925-ben megalakult Román Sakkszövetség (www.frsah.ro) első elnöke, a róla elnevezett sakk emlékversenyt 2015-ben már 30. alkalommal rendezték meg.
Sadoveanu 1927-ben belépett a Dimitrie Cantemir szabadkőműves páholyba, két év alatt elérte a skót rítus 33. fokozatát, először helyettes nagymester lett, majd nagymester volt egészen 1937-ig, a szabadkőművesség betiltásáig.
1929-ben a Román Akadémia tagjává vált. 1936-38 között baloldali lapokat szerkesztett. A jobboldal vadul támadta, könyveit nyilvánosan elégették.
Az 1944. augusztus 23. átállás után magas állami és irodalmi állásokat töltött be. Volt nemzetgyűlési képviselő, a nemzetgyűlés alelnöke, elnökségi tag, a Román Írószövetség elnöke; 1961-ben Lenin-békedíjat kapott.

## Művei
- Povestiri (Elbeszélések), 1904
- Șoimii (Sólymok), 1904
- Crâșma lui moș Precu (Precu apó kocsmája), 1904
- Dureri înăbușite (Elfojtott fájdalmak), 1904
- Vremuri de bejenie, 1907
- Bordeienii, 1912
- Neamul Șoimăreștilor (A Șoimărescu nemzetség), 1915
- Cocostârcul albastru, 1921
- Oamenii din lună (A holdbeli emberek), 1923
- Venea o moară pe Siret (Jött egy malom a Szereten), 1925
- Țara de dincolo de negură, 1926
- Hanul Ancuței (Ancuța fogadója), 1928
- Demonul tinereții (A fiatalság démona), 1928
- Împărăția apelor (A vizek birodalma), 1928
- Zodia Cancerului (A Rák jegye), (1929)
- Baltagul (A balta), 1930
- Nunta domniței Ruxandra (Ruxandra kisasszonyka lakodalma), 1932
- Locul unde nu s-a întâmplat nimic (A hely, ahol nem történt semmi), 1933
- Soarele în baltă, 1933
- Creanga de aur (Az aranyág), 1933
- Frații Jderi (Nyestfiak), 1935-1942
- Valea Frumoasei, 1938
- Ochi de urs, 1938
- Mormânte, 1939
- Divanul persian, 1940
- Ostrovul lupilor, 1941
- Poveștile de la Bradu-Strâmb, 1943
- Anii de ucenicie (inasévek), 1944
- Nicoară Potcoavă, 1954

### Magyarul
- Moldvai szél; ford. Serédi László, Aradi Nóra; Szikra, Bp., 1948
- A balta; ford. Aradi Nóra; Irodalmi Intézet, Bp., 1948
- A balta. Regény; ford. Jánosházy György, Sütő András; Állami Könyvkiadó, Bukarest, 1949
- Viharok fészke, 1-2.; ford. Fáskerthy György; Ştiinţa şi Tehnica, Bukarest, 195?
- Mitrea Kokor útja. Regény; ford. Réz Ádám; Révai, Bp., 1950
- Mitrea Cocor útja. Regény; ford. Réz Ádám; A RNK Írószövetségének Irodalmi és Művészeti Kiadója, Bukarest, 1950
- Vascsőrű. Elbeszélés; ford. Kiss Jenő; Irodalmi és Művészeti Kiadó, Bukarest, 1951
- A csodálatos erdő; ford. Nagy Borbála; Ifjúsági, Bukarest, 1952
- A felbujtó. Elbeszélések; ford. Nagy Borbála; Szépirodalmi–Állami Irodalmi és Művészeti Kiadó, Bp.–Bukarest, 1952
- Virágöböl; ford. Réz Ádám; Ifjúsági, Bp., 1952
- Háborús történetek; ford. Sz. Nagy György; Ifjúsági Kiadó, Bukarest, 1953
- Borsószem királyfi; ford. Miklós Gyula; Ifjúsági, Bp., 1953 (Kispajtások mesekönyve)
- Nikora Potkova. Történeti elbeszélés; ford. Szabédi László; Ifjúsági Kiadó, Bukarest, 1954
- Az erdő. Elbeszélések; ford. Nagy Borbála, Fodor Sándor; Állami Irodalmi és Művészeti Kiadó, Bukarest, 1955 (Kincses könyvtár)
- Lehunyt szemmel. Mesék és elbeszélések gyermekeknek; ford. Vigh Károly; Ifjúsági Kiadó, Bukarest, 1956
- A csodálatos erdő. Mese; ford. Derzsi Sándor; Ifjúsági, Bp., 1956 (Kispajtások mesekönyve)
- Örvény felett. Elbeszélések; ford. Ignácz Rózsa, vál., szerk. Domokos János; Új Magyar Kiadó, Bp., 1956
- Jött egy malom a Szereten. Regény; ford. Szabédi László; Irodalmi és Művészeti Kiadó, Bukarest, 1956
- Régi történetek; ford. Vigh Károly; Ifjúsági Kiadó, Bukarest, 1956 (Tanulók könyvtára)
- A nyestfiak; ford. Lőrinczi László; Állami Irodalmi és Művészeti Kiadó, Bukarest, 1957
- Medveszem; vál., ford., utószó Domokos János; Magyar Helikon, Bp., 1960 (Új Elzevir könyvtár)
- A balta. Kisregény / Örvény felett; ford., utószó Lőrinczi László; Szépirodalmi, Bp., 1960 (Olcsó könyvtár)
- Ankuca fogadója; ford., utószó Kacsir Mária; Irodalmi és Művészeti Kiadó, Bukarest, 1961 (Kincses könyvtár)
- Kisvárosi csendélet. Regény; ford. Domokos János; Európa, Bp., 1962
- A bűvös erdő; Ifjúsági Kiadó, Bukarest, 1963
- Válogatott művek, 1-3.; vál., szerk. Domokos János, V. András János, bev. George Căalinescu, ford. Domokos János et al., jegyz., bibliogr. Réthy Andor; Európa, Bp., 1966
- Nehéz idő; ford. Vigh Károly; Ifjúsági Kiadó, Bukarest, 1967
- A paraszt kapitány; ford. Lőrinczi László; Ifjúsági Kiadó, Bukarest, 1969
- A Nyestfiak. Történelmi regény, 1-3.; ford. Lőrinczi László; Kriterion, Bukarest, 1974 (Horizont könyvek)
- Margareta kisasszony; ford. Csiki László; Dacia, Kolozsvár, 1980
- Kisvárosi csend. Válogatott elbeszélések; ford. Domokos János et al., vál. Szappanos Balázs; Európa, Bp., 1980
- Inasévek; ford., utószó Lőrinczi László; röv. kiad.; Kriterion, Bukarest, 1981 (Román írók)
- Perzsa díván. Keleti történet; ford. V. András János; Kriterion, Bukarest, 1980
- Lehunyt szemmel. Mesék, elbeszélések; ford. Vigh Károly; 2. jav. kiad.; Creanga, Bukarest, 1983 (Minden gyermek könyve)